# Instrumento de sopro

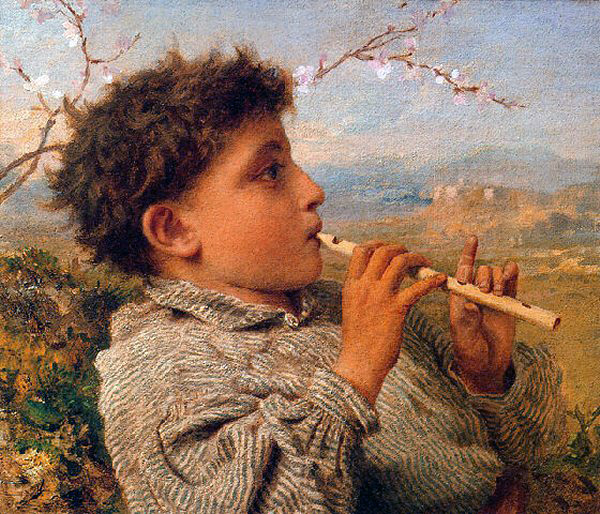
Pastor flautista, de Sophie Anderson.

Instrumentos de sopro ou instrumentos de vento são instrumentos musicais em que o som é produzido pela vibração de uma coluna de ar. Na organologia moderna que utiliza a classificação Hornbostel-Sachs, os instrumentos de sopro formam uma subcategoria da classe dos aerofones identificada pelo código 42.
De modo geral, a afinação dos instrumentos de sopro depende do tamanho dos tubos (quando existentes). Quanto maior é o instrumento, mais baixa é a afinação e mais grave é a sonoridade. Em instrumentos que não possuem tubos, como a gaita, o acordeão e outros instrumentos de palheta livre, a afinação depende do tamanho da palheta.
O timbre destes instrumentos depende em geral do meio de produção do som (palhetas, lábios, arestas), do formato e do comprimento dos tubos.
Muitos dos instrumentos de sopro são transpositores. Isso significa que, por razões de construção, a afinação destes instrumentos não se baseia na fundamental Dó, mas em outras notas (as mais comuns são Si♭, Mi♭ e Fá). Como as partituras são feitas geralmente como se o instrumento fosse afinado em Dó, a nota que soa não é a mesma que está escrita. Por essa razão, sempre que um instrumento de sopro é descrito sua afinação é especificada (por exemplo: trompa em Fá, clarinete em Si♭).

## Funcionamento
Um instrumento de sopro funciona pela vibração de uma coluna de ar. Em alguns dos instrumentos esta coluna é contida em um ou mais tubos que servem para definir a altura do som e também para amplificá-lo. Em geral quando existe um tubo de tamanho fixo, só as notas da série harmônica são executáveis. Para controlar a altura da nota obtida o executante deve:
- Variar a intensidade (e às vezes o ângulo) de entrada do ar no instrumento para alternar entre as notas da série harmônica.
- Alterar o comprimento efetivo do tubo. Isso pode ser feito por válvulas de movimento linear (pistões) ou rotativas (como nos trompetes e na trompa) ou variando o comprimento do tubo por um mecanismo deslizante (vara) - como no trombone.
- Introduzir furos ao longo do tubo, que permitem aumentar ou diminuir o comprimento de onda ou anular certas harmônicas. Este tipo de mecanismo é usado nas madeiras, como as flautas, clarinetes, saxofones, trompa e etc

### Algumas técnicas
Em muitos casos é possível alterar também o timbre do instrumento ou a articulação das notas:
sons diferentes podem ser obtidos ao usar meios alternativos de produção de som e em muitos casos são usados acessórios.
- Surdina - Na maior parte dos metais, é possível utilizar surdinas, que ao serem encaixadas na campânula do instrumento, criam uma obstrução à saída do ar e, ao absorver algumas frequências, tornam o som abafado. Efeito semelhante pode ser obtido na trompa pela própria mão do trompista que é inserida totalmente na campânula (efeito conhecido como bouché). Muitas vezes os trompetistas usam um lenço de tecido ao invés de uma surdina para obter o efeito de um instrumento tocado à distância.
- Whaa-whaa - efeito usado sobretudo por trompetistas e trombonistas no jazz, às vezes para obter um efeito cômico. O músico tampa a campânula do instrumento com a mão espalmada e, durante a nota, move a mão para a frente e para trás obtendo uma variação de timbre e altura simultâneos, como se o instrumento "falasse" uáá-uáá.
- Mirlitão - Se uma membrana (ou mesmo um pedaço de papel) for adaptada na boquilha de uma flauta ela vai vibrar solidariamente à nota principal ou ao canto e um som bem diferente, semelhante ao de um instrumento de palheta, pode ser obtido. Este tipo de membrana é chamado de mirlitão. Há um instrumento de brinquedo chamado flauta de mirlitão, mas na verdade este tipo de efeito pode ser aplicado a qualquer flauta.
- Acordes em instrumentos melódicos - O instrumentista pode cantar uma nota ao mesmo tempo que produz uma nota pelo meio tradicional do instrumento. O resultado vai ser semelhante a um acorde de duas (e em alguns casos até de três notas, devido a uma ilusão auditiva). Esta técnica é possível na tuba, trompa e trombone sobretudo no registro mais grave desses instrumentos. Também é possível cantar notas na flauta.
- Flaterzung - Também na flauta é possível produzir um tremolo ao soprar fazendo um som de rrr ou de frr com os lábios ou com a língua entre os lábios. Este efeito pode ser usado em qualquer estilo musical mas é mais comum na música popular. O frulato combinado ao canto é uma das marcas registradas de Ian Anderson, flautista e vocalista do grupo Inglês Jethro Tull.
- Legato e portamento - Várias notas ligadas podem ser tocadas em um único sopro. Ligaduras de portamento podem ser obtidas ao tocar várias notas sem interromper totalmente o sopro entre cada uma delas.
- staccato - O sopro é totalmente interrompido pela língua entre uma nota e a próxima. Em muitos casos o músico articula a língua como se dissesse tá-tá-tá. No staccato duplo, usado em passagens muito rápidas, o músico articula como se dissesse tá-ca-tá-ca.
- respiração circular - Uma das técnicas mais difíceis de dominar. O músico armazena na boca e libera lentamente o ar, sem interromper o sopro, ao mesmo tempo que inspira pelo nariz. Permite sustentar uma mesma nota por um longo tempo ou executar longas frases sem interrupções. Faz parte da técnica padrão do didjeridu, mas também é bastante utilizada por virtuoses de qualquer outro instrumento de coro.

## Classificação
Há várias maneiras de classificar os instrumentos de sopro. A forma mais comum, derivada da formação de uma orquestra sinfônica divide os instrumentos em metais e madeiras.
O que permite a classificação de um instrumento como metal ou madeira é o seu timbre. A diferença entre o timbre dos instrumentos de sopro se dá pela relação entre o comprimento e a conicidade do tubo empregado na sua construção. Nos metais, o tubo é muito extenso em relação à sua baixa conicidade, e o pequeno comprimento em relação à conicidade é uma propriedade do naipe das madeiras.

### Metais
Este grupo compreende os instrumentos em que o som é produzido pela vibração direta dos lábios do executante sobre um bocal. O termo refere-se, portanto, à forma de produção sonora e não ao material de fabricação. Existem instrumentos classificados como metais que são feitos de outros materiais, como o shofar, feito de chifre de carneiro.
Os metais mais comuns são: trombone, trompa, eufônio (bombardino), tuba, sousafone, trompete, fliscorne (Flugelhorn) e corneta de pistões. O oficleide foi o precursor da tuba.

### Madeiras
Assim como o caso dos metais, o termo madeiras, refere-se à forma de execução e não ao material de que o instrumento é feito. Muitas das "madeiras" são feitas de plástico ou metal. São subdivididos de acordo com a forma de produção de som:
- em também ser de metal (a flauta transversal geralmente é de níquel, prata ou ouro) ou de plástico (como algumas flautas doces). Este grupo inclui ainda a quena, a flauta de pan, a zampronha, o flautim ou flauta piccolo, o pífano (ou pífaro) e os tubos flautados dos órgãos.

### Outras classificações

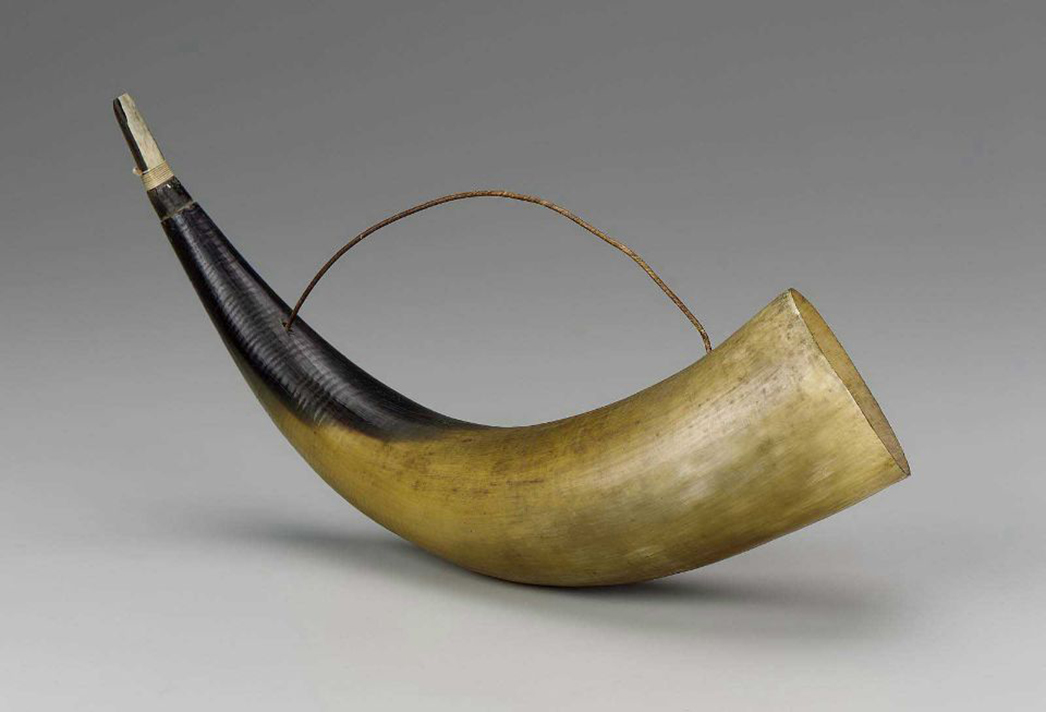
Erke.

A classificação em madeiras e metais é eurocêntrica e apropriada à música erudita, mas deixa de fora uma variedade de instrumentos que não fazem parte da orquestra clássica. Por isso, muitos musicólogos defendem a classificação apenas pelo meio produtor de som:
- Embocadura: O som é produzido pela vibração dos lábios do executante. Inclui todos os metais citados acima e mais os didjeridus, berrantes e trompas de chifre ou madeira, entre outros.
- Palhetas: divididos em:
  - Palheta simples: Os mesmos já citados acima.
  - Palhetas duplas: Os mesmos já citados acima, mais a gaita de foles e vários instrumentos orientais como o surnay, o duduk e o hojok.
  - Palhetas livres: O som é produzido pela vibração livre de uma palheta dentro de uma cavidade, provocada pela passagem do ar. Normalmente não possuem tubos e a afinação depende do tamanho da palheta. Alguns musicólogos consideram que este tipo de instrumento é na verdade uma variação dos idiofones ou lamelafones. Inclui as gaitas, o sheng e vários  instrumentos de foles (acordeão, concertina, bandoneón, entre outros) e os tubos palhetados dos órgãos.
- Arestas: Que compreende todas as flautas já descritas acima. Divide-se em:
- Flautas de embocadura aberta: Flauta transversal, flauta de pan, pífano, shakuhachi etc.
- Flautas de embocadura fechada: flauta doce/flauta de bisel, apito, pennywistle, ocarina, entre outros.